# Polyouratea planchonii
Polyouratea planchonii là một loài thực vật có hoa trong họ Ochnaceae. Loài này được (Engl.) Tiegh. miêu tả khoa học đầu tiên năm 1901.